# (15482) 1999 CB21
A (15482) 1999 CB21 a Naprendszer kisbolygóövében található aszteroida. A LINEAR projekt keretében fedezték fel 1999. február 10-én.